# 萊克伍德加登斯 (佛羅里達州)
萊克伍德加登斯（英語：Lakewood Gardens）是位於美國佛羅里達州棕櫚灘縣的一個人口普查指定地區。

## 地理
萊克伍德加登斯的座標為26°37′18″N 80°06′09″W / 26.62167°N 80.10250°W，而該地最高點為海拔高度5米（即16英尺）。

## 人口
根據2010年美國人口普查的數據，萊克伍德加登斯的面積為0.49平方千米，當中陸地面積為0.49平方千米，而水域面積為0.00平方千米。當地共有人口1273人，而人口密度為每平方千米2,597人。